# Yanair
Yanair (ucraino: Авіакомпанія «ЯнЕйр») è una compagnia aerea con sede a Kiev, Ucraina, e con hub presso l'aeroporto di Kiev-Žuljany. La manutenzione per la flotta della compagnia è fornita all'aeroporto di Zhytomyr.

## Storia
Yanair è stata fondata nel 2012 e ha iniziato le operazioni di volo nello stesso anno. Aveva una partnership con Eurolot.
Il certificato di operatore aereo di Yanair è stato sospeso il 7 giugno 2019 dalla CAA ucraina dopo un'ispezione completa a seguito di un incidente il 19 aprile 2019 che ha coinvolto il volo 9U-746 da Istanbul a Chisinau. La compagnia ha ripreso i voli il 18 giugno 2019 dopo il ripristino del suo certificato di operatore aereo.

## Flotta

### Flotta attuale

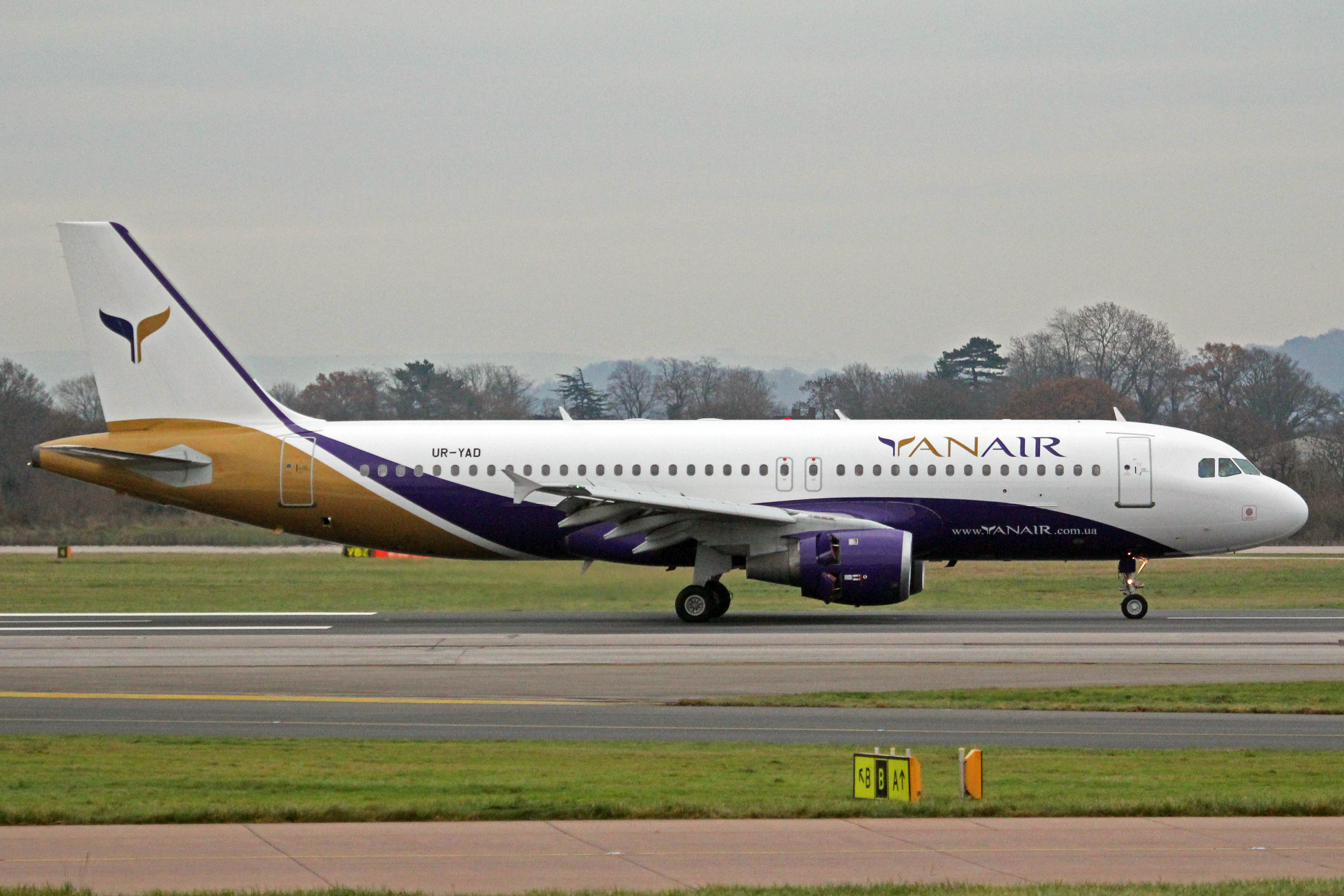
Uno dei 3 ex Airbus A320.

A dicembre 2022 la flotta di YanAir è così composta:

### Flotta storica
YanAir operava in precedenza con:
- Airbus A320-200
- Airbus A321-100
- Boeing 737-500
- Saab 340